# Anderstjärnen (Rättviks socken, Dalarna)
Anderstjärnen är en sjö i Rättviks kommun i Dalarna och ingår i Dalälvens huvudavrinningsområde.